# Вершинна фігура

«Півреброва» вершинна фігура куба

У геометрії вершинна фігура, загалом кажучи, — фігура, яка відкривається, коли зрізати кут многогранника або політопа.

## Визначення

«Цілореброва» вершинна фігура куба

Сферична вершинна фігура куба

Вершинна фігура куба, задана множиною точок

Візьмемо одну з вершин многогранника та позначимо точку на кожному з ребер, що виходять із неї. Побудуємо відрізки на гранях, що сходяться у вершині, з'єднуючи відповідні точки. Ці відрізки утворять навколо вершини замкнутий контур, тобто многокутник, який і є вершинною фігурою.
Точніші формальні визначення можуть варіюватися в досить широких межах залежно від обставин. Наприклад, Коксетер (наприклад, у 1948, 1954 роках) змінює своє визначення, щоб воно було зручним для поточного обговорення. Більшість наведених нижче визначень вершинної фігури однаково добре застосовуються до нескінченних мозаїк, розширюється до стільників, які заповнюють простір комірками-політоамив та інших політопів вищої розмірності.

### Як плоский зріз
Зріжемо кут многогранника, перерізавши всі ребра, з'єднані з вершиною. Поверхня зрізу утворює вершинну фігуру. Це, мабуть, найпоширеніший підхід і його найлегше зрозуміти. Різні автори роблять зріз у різних місцях. Веннінґер (2003) розрізає кожне ребро на одиничній відстані від вершини, як і Коксетер (1948). В однорідних многогранниках під час побудови Дормана Люка розрізають кожне з ребер посередині. Інші автори роблять розріз через вершину на іншому кінці кожного ребра.
У неправильному многограннику розрізання всіх ребер, інцидентних даній вершині, на однаковій відстані від вершини, може створити фігуру, яка не є плоскою. Загальніший підхід, який спрацьовує для довільних опуклих многогранників, полягає в тому, щоб зробити розріз будь-якою площиною, яка відокремлює дану вершину від усіх інших вершин. Ця побудова визначає комбінаторну структуру вершинної фігури, подібно до набору з'єднаних вершин (див. нижче), але не її точну геометрію; її можна узагальнити на опуклі політопи будь-якої розмірності. Однак для неопуклих многогранників може не існувати площина біля вершини, яка перетинає всі грані, інцидентні цій вершині.

### Як сферичний многокутник
Кромвель (1999) пропонує формувати вершинну фігуру, перетинаючи многогранник сферою з центром у вершині, достатньо малою, щоб вона перетинала лише ребра та грані, інцидентні вершині. Це можна візуалізувати як створення сферичної виїмки з центром у вершині. Поверхня розрізу або вершинна фігура в такому разі є сферичним многокутником, утвореним на цій сфері. Однією з переваг цього методу є те, що форма вершинної фігури фіксована (з точністю до розміру сфери), тоді як за перетину площиною можуть виникати різні форми, залежно від кута нахилу площини. Крім того, цей метод працює для неопуклих многогранників.

### Як множина з'єднаних вершин
Багато комбінаторних і обчислювальних підходів (наприклад, Skilling, 1975) розглядають вершинну фігуру як упорядковану (або частково впорядковану) множину точок — усіх вершин, сусідніх (з'єднаних ребром) із даною вершиною.

### Абстрактне визначення
У теорії абстрактних многогранників вершинна фігура в даній вершині V містить усі елементи, які інцидентні вершині; ребра, грані тощо. Формальніше, це (n−1)-розріз Fn/V, де F n — найбільша грань.
Цей набір елементів також відомий як вершинна зірка. Геометричну вершинну фігуру та вершинну зірку можна розуміти як різні реалізації одного абстрактного розрізу.

## Загальні властивості
Вершина фігура n-політопа є (n−1)-політопом. Наприклад, вершинна фігура многогранника є многокутником, а вершинна фігура 4-політопа є многогранником.
Загалом, вершинна фігура може бути не плоскою.
Для неопуклих многогранників вершинна фігура також може бути неопуклою. Однорідні многогранники, наприклад, можуть мати гранями та/або вершинними фігурами зірчасті многокутники.

### Ізогональні фігури
Вершинні фігури особливо важливі для однорідних та інших ізогональних (вершино-транзитивних) многогранників, оскільки одна вершинна фігура може визначати весь многогранник.
Для многогранників із правильними гранями вершинну фігуру можна представити в нотації конфігурації вершини послідовно перелічивши грані навколо вершини. Наприклад, 3.4.4.4 — вершина з одним трикутником і трьома квадратами, і вона визначає рівномірний ромбокубооктаедр.
Якщо многогранник ізогональний, вершинна фігура лежить у гіперплощині n-простору.

## Побудови

### Від суміжних вершин
Розглядаючи зв'язність цих сусідніх вершин, можна побудувати вершинну фігуру для кожної вершини многогранника:
- Кожна вершина вершинної фігури збігається з вершиною початкового многогранника.
- Кожне ребро вершинної фігури лежить на грані початкового многогранника або всередині нього і з'єднує дві протилежні вершини початкової грані.
- Кожна грань вершинної фігури лежить всередині або на комірці початкового n-політопа (для n > 3).
- … і так далі до елементів вищого порядку у многогранниках вищого порядку.

### Побудова Дормана Люка
В однорідному многограннику грань двоїстого многогранника можна знайти за вершинною фігурою початкового многогранника за допомогою побудови Дормана Люка.

### Правильні політопи

Вершинною фігурою великого ікосаедра є правильна пентаграма або зірчастий многокутник {5/2}.

Якщо політоп правильний, його можна подати символом Шлефлі, і, як комірку, так і вершинну фігуру, можна тривіально добути з цього запису.
Загалом правильний політоп із символом Шлефлі {a,b,c,…,y,z} має комірки як {a,b,c,…,y} і вершинні фігури як {b,c,…,y,z}.
1. Вершинною фігурою правильного многогранника {p,q} є {q}, тобто q-кутник.
  - Наприклад, вершинною фігурою куба {4,3} є трикутник {3}.
2. Вершинною фігурою правильного 4-політопа[en] або просторового замощення {p,q,r} є {q,r}.
  - Наприклад, вершинною фігурою гіперкуба {4,3,3} є правильний тетраедр {3,3}.
  - А вершинною фігурою кубічного стільника[en] {4,3,4} є правильний октаедр {3,4}.

Оскільки двоїстий політоп правильного політопа також є правильним і представлений символом Шлефлі зі зворотним порядком індексів, легко бачити, що двоїстою до вершинної фігури є комірка двоїстого многогранника. Для правильних многогранників це окремий випадок побудови Дормана Люка.

## Приклад вершинної фігури стільника

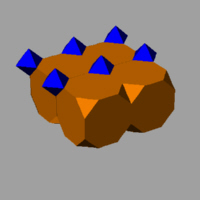
Зрізаний кубічний стільник (частина).

Вершинна фігура зрізаного кубічного стільника являє собою неоднорідну квадратну піраміду. в У кожній вершині сходяться один октаедр і чотири зрізані куби, заповнюючи простір.
| Вершинна фігура: неоднорідна квадратна піраміда…          | Діаграма Шлегеля | Перспектива |
| …утворена квадратною основою октаедра…                    | (3.3.3.3)        |             |
| …та чотирма рівнобедреними трикутниками зі зрізаних кубів | (3.8.8)          |             |

## Реберна фігура

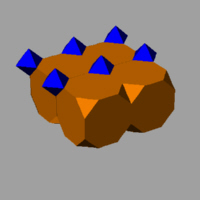
Зрізаний кубічний стільник має два типи ребер: один між чотирма зрізаними кубами, а інші з одним октаедром і двома зрізаними кубами. Це дає два типи реберних фігур. Вони розглядаються як вершини вершинної фігури.

Стосовно вершинної фігури реберна фігура є вершинною фігурою вершинної фігури. Реберні фігури корисні для вираження зв'язків між елементами в межах правильних і однорідних многогранників.
Реберна фігура буде (n−2)-політопом, що представляє розташування фасет навколо даного ребра. Правильні політопи та політопи з однокільцевою діаграмою Коксетера матимуть один тип ребер. Загалом, однорідний політоп може мати стільки типів ребер, скільки активних дзеркал[прояснити] у конструкції, оскільки кожне активне дзеркало створює у фундаментальній області одне ребро.
Правильні політопи (і стільники) мають єдину реберну фігуру, яка також є правильною. Реберною фігурою правильного політопа {p,q,r,s,…,z} є {r,s,…,z}.
У чотирьох вимірах реберна фігура 4-політопа або 3-стільника є многокутником, який представляє розташування фасет навколо ребра. Наприклад, реберною фігурою правильного кубічного стільника {4,3,4} є квадрат, а правильного 4-політопа {p,q,r} — многокутник {r}.
Менш тривіально, зрізаний кубічний стільник t0,1{4,3,4}, має вершинною фігурою квадратну піраміду, а комірками — зрізаний куб і октаедр. Тут є два типи реберних фігур. Одна з них — фігура з квадратним краєм на вершині піраміди, яка відповідає розташуванню чотирьох зрізаних кубів навколо ребра. Інші чотири реберні фігури є рівнобедреними трикутниками на вершинах основи піраміди. Вони відповідають розташуванню двох зрізаних кубів і одного октаедра навколо інших ребер.